# Гоублс (Мичиген)
Гоублс (енгл. Gobles) град је у америчкој савезној држави Мичиген. По попису становништва из 2010. у њему је живело 829 становника.

## Демографија
Према попису становништва из 2010. у граду је живело 829 становника, што је 14 (1,7%) становника више него 2000. године.
| Група             | 2000.       | 2010.       |
| Белци             | 760 (93,3%) | 755 (91,1%) |
| Афроамериканци    | 0 (0,0%)    | 5 (0,6%)    |
| Азијати           | 1 (0,1%)    | 0 (0,0%)    |
| Хиспаноамериканци | 19 (2,3%)   | 41 (4,9%)   |
| Укупно            | 815         | 829         |